# Annals de Tigernach
Els Annals de Tigernach són una crònica escrita per l'irlandès Tigernach, també anomenat O'Braein O'Braein Tigheamach († 1108), que va escriure la història d'Irlanda des de temps mitològics fins al seu temps, mesclant llatí, irlandès antic i irlandès mitjà.